# Šentjungert
Šentjungert – wieś w Słowenii, w gminie miejskiej Celje. W 2018 roku liczyła 155 mieszkańców. 